# Ваулин, Василий Егорович

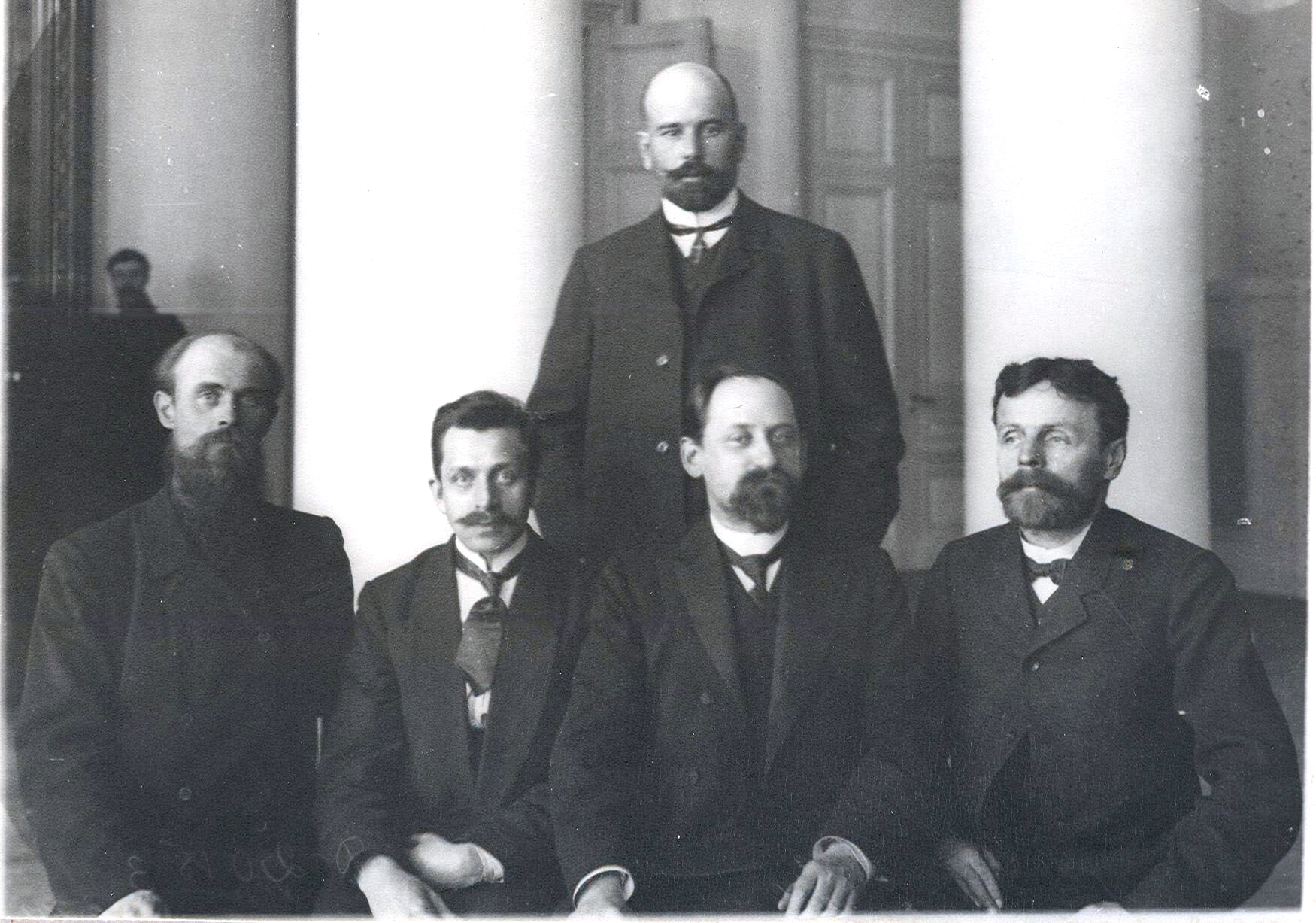
Депутаты II Государственной Думы от Ярославской губернии. Сидят: И. Г. Лавров, Д. П. Пуговишников, М. П. Бобин, В. Е. Ваулин; стоит: H. H. Тучков.

Василий Егорович Ваулин (1861 — ?) — учитель, депутат Государственной думы II созыва от Ярославской губернии.

## Биография
По происхождению из крестьян Копринской волости Рыбинского уезда Ярославской губернии. По окончании сельской школы был мальчиком в типографии. Затем окончил 2-классное министерское училище и Новинскую учительскую семинарию. Служил учителем земской школы в Мышкинском уезде, в Копринском училище и в 2-классном училище на станции Урочь. Заведующий 2-классного железнодорожного училища на станции Ярославль (1900-1904).
6 февраля 1907 избран в Государственную думу II созыва от общего состава выборщиков Ярославского губернского избирательного собрания. Беспартийный. Член Конституционно-демократической фракции. Вошёл в состав думской Комиссии по народному образованию. Участвовал в прениях в ходе обсуждения Наказа Государственной думы.
Дальнейшая судьба и дата смерти неизвестны.

### Архивы
- Российский государственный исторический архив. Фонд 1278. Опись 1 (2-й созыв). Дело 69; Дело 527. Лист 5 оборот.